# Widnokrąg
Widnokrąg, horyzont widomy – granica widoczności w płaszczyźnie horyzontu. Linia pozornego zetknięcia nieboskłonu z powierzchnią Ziemi. W terenie otwartym widnokrąg jest zbliżony kształtem do okręgu. W terenie zabudowanym lub pofałdowanym, widnokrąg stanowią najdalsze widoczne elementy krajobrazu.
Pojęcie widnokręgu jest ściśle związane z obserwatorem. Im wyżej ponad powierzchnię terenu lub akwenu jest wzniesiony obserwator, tym odleglejszy jest jego widnokrąg.
Pod względem językowym znaczenie słowa „widnokrąg” częściowo pokrywa się ze znaczeniem słowa „horyzont”; „horyzont” obejmuje jednak dodatkowo inne znaczenia, w tym także przenośne.